# 陕西铁线莲
陕西铁线莲（学名：Clematis shensiensis）为毛茛科铁线莲属下的一个种。

## 扩展阅读
- 維基物種上的相關：陕西铁线莲